# 오토콘피그
오토콘피그(Autoconfig)는 점퍼 설정 없이 확장 장치에 자동으로 자원을 할당하도록 고안된 아미가 컴퓨터의 자동 구성 프로토콜이다. 이는 ACPI를 통한 PCI 구성과 유사하다.
오토콘피그는 아미가의 킥스타트 펌웨어 내에 통합되어 있으며, 일반적으로 ROM에 저장된다.
시스템이 켜지면 아미가OS는 각 확장 장치를 차례로 조사하여 필요에 따라 주소 공간 또는 자원을 할당한다. 예를 들어, 메모리 카드의 경우, 운영 체제는 메모리를 시스템에 동적으로 추가할 수 있다. 오토콘피그를 통해 운영 체제는 확장 장치의 펌웨어에 접근할 수 있으며, 예를 들어 하드 디스크 컨트롤러에 연결된 디스크에서 부팅할 수 있다.

## 프로토콜
확장 장치는 /CFGIN 신호가 활성화되고 장치가 아직 구성되지 않은 경우 16진수 0xE8 0000 (또는 Zorro III의 경우 0xFF00 0000)부터 시작하는 특정 고정 메모리 주소에 응답한다. CPU는 제조업체 ID, 제품 ID, 장치에 필요한 주소 공간의 양과 같은 구성 정보 니블(일반적으로 PAL에 의해 제공됨)을 읽는다. CPU는 장치에 기본 메모리 주소를 쓰고(또는 어떤 이유로 구성할 수 없는 경우 "조용히 하라"고 명령하고), 장치는 /CFGOUT을 활성화한다.
첫 번째 장치의 /CFGIN은 접지에 연결된다. 두 번째 장치의 /CFGIN은 첫 번째 장치의 /CFGOUT에 의해 제어되며, 그 다음도 마찬가지이다.
아미가 2000과 같은 백플레인 설계에서, 한 슬롯의 /CFGOUT을 다음 슬롯의 /CFGIN에 직접 연결하면 비어 있는 슬롯이 구성 체인을 끊는 문제가 발생한다. 이를 해결하기 위해 백플레인은 /CFGIN과 /CFGOUT 신호를 OR하여 다음 슬롯의 /CFGIN을 형성한다(/CFGOUT은 구동되지 않으면 로우로 풀링됨). 이는 빈 슬롯을 우회할 수 있게 한다. 이는 아미가 2000에 74LS32 (쿼드 OR 게이트) 하나를 필요로 하며, 이는 오토콘피그에 필요한 유일한 메인보드 하드웨어이다.

## 하드웨어 사양 및 버스 연결
오토콘피그는 아미가 시스템에서 확장 장치를 구성하기 위한 Zorro II 및 Zorro III 확장 버스 사양의 일부이다. Zorro II는 아미가 1000에도 유사한 확장 버스가 존재하지만, 아미가 2000에 처음 사용되었다. Zorro II는 68000 버스의 비교적 간단한 확장이다. 오토콘피그는 68000 데이터 및 주소 버스가 버스의 모든 장치에 제공되어야 한다. 이론적으로 PCI에서 사용되는 가상 주소 시스템은 오토콘피그에 대한 작은 개정을 필요로 한다.
아미가 2000은 RAM 확장, SCSI 컨트롤러 및 그래픽 카드와 같은 5개의 Zorro 확장 카드를 수용할 수 있다. 그러나 이 표준은 장치 수에 제한을 두지 않는다. A2000에서는 두 개의 Zorro II 슬롯이 ISA 슬롯과 정렬되어 있다. Zorro 버스와 ISA 버스는 Janus 하드웨어 에뮬레이터와 같은 "브리지 보드"를 통해 연결될 수 있으며, 이는 인텔 80286 또는 80386 시스템의 에뮬레이션을 허용한다.
Zorro III는 아미가 3000 및 아미가 4000 시스템의 32비트 자동 구성 확장 버스이다. A3000 설계부터는 모든 열거 가능한 하드웨어 확장이 오토콘피그를 사용하도록 하는 것이 바람직하다고 여겨졌다. 비-오토콘피그 하드웨어가 완전히 무시되는 것은 OS에서 합법적이며, 이 표준은 아미가OS 3.1에서 채택되었다.

## 표기법
초기 코모도어 문서에서는 Auto Configuration, auto-config 또는 AutoConfig으로 표기되었으며, 후기 문서에서는 AUTOCONFIG로 표기되었다.